# Бретлебен
Бретлебен (нем. Bretleben) — община в Германии, в земле Тюрингия.
Входит в состав района Кифхойзер. Подчиняется управлению Ан дер Шмюкке. Население 634 человека. Занимает площадь 8,62 квадратного километра. Первое упоминание в начале 9 века.